# Separazione (teoria degli insiemi)
Il concetto di separazione è ben diverso da quello di disgiunzione. In particolare due insiemi disgiunti possono essere o non essere separati, mentre due insiemi separati sono sicuramente disgiunti. Questo ci permette di dire che la "separazione" è un concetto più forte di quello di "disgiunzione".
Due insiemi, {\displaystyle A} e {\displaystyle B}, sono separati se:
{\displaystyle {\overline {A}}\cap B={\overline {B}}\cap A=\varnothing ,}
dove con {\displaystyle {\overline {A}}} si intende la chiusura di {\displaystyle A}, ossia l'insieme ottenuto tramite l'unione dell'insieme {\displaystyle A} con l'insieme dei suoi punti di accumulazione.

## Esempi
Si considerino gli insiemi
{\displaystyle A=\left(a,b\right],\;B=\left(b,c\right),\;C=\left(c,d\right],}
intervalli di {\displaystyle \mathbb {R} } insieme dei numeri reali. I due insiemi {\displaystyle A} e {\displaystyle B} non sono separati. Si noti tuttavia che i due insiemi {\displaystyle A} e {\displaystyle B} sono comunque disgiunti. Gli insiemi {\displaystyle B} e {\displaystyle C} invece oltre a essere disgiunti sono anche separati.